# Сътър
Съ̀тър (на английски: Sutter) е окръг в Калифорния. Окръжният му център е град Юба Сити. Окръг Сатър се намира в Централната калифорнийска долина.

## География
Сътър е с обща площ от 1576 кв.км. (609 кв.мили).

## Население
Окръг Сътър е с население от 78 930 души. (2000)

## Градове
- Лайв Оук
- Юба Сити

## Други населени места
- Сътър
- Тиера Буена
- Южен Юба Сити